# Alto de Ventura
Alto de Ventura är en ort i Mexiko.   Den ligger i kommunen San Marcos och delstaten Guerrero, i den södra delen av landet, 300 km söder om huvudstaden Mexico City. Alto de Ventura ligger 27 meter över havet och antalet invånare är 667.
Terrängen runt Alto de Ventura är huvudsakligen platt, men åt nordväst är den kuperad. Runt Alto de Ventura är det ganska glesbefolkat, med 34 invånare per kvadratkilometer. Närmaste större samhälle är Las Vigas, 6,0 km nordost om Alto de Ventura. Omgivningarna runt Alto de Ventura är en mosaik av jordbruksmark och naturlig växtlighet.